# 進歩自由連合
進歩自由連合（しんぽじゆうれんごう、1992年 - 1993年）は日本の平成期に存在した政党（法律上は政治団体）である。
衆議院議員田川誠一が代表の進歩党が1989年の参院選での比例区名簿順位において金銭のやりとりがあった疑惑が判明し、党内が混乱。これをきっかけに進歩党東京都連代表依田米秋らが離党して、依田を党首に進歩自由連合を結成した。「憲法改定による自衛隊のPKO海外派兵」をいち早く打ち出すなど、進歩党と比較するとよりタカ派色の濃いものや首相公選制、バーゼル規制先送り、サラリーマン減税、コメ輸入完全自由化を訴えた。綱領は、1)21世紀を展望し、国際社会に通用する筋の通った自由で民主的かつ文化的な国づくりを目指す。、2)国際連合の機能を充実•強化し、世界各国の中央機関としての地位と役割の確立を図る。、3)人類の宝である青く美しい地球を子や孫に伝えるため、環境問題を重視し、環境保全に積極的に取り組む。、4)政治腐敗を一掃し、政治倫理の確立と公正な民主政治への刷新を図る。、5)国民のための社会福祉政策を断行し、豊かな福祉国家の建設を目指す。

## 党活動
- 1992年（平成4年）の参院選で比例区に9人(斎藤寿々夢、依田米秋、川原寿、小林美穂子、加藤成一、笠原紀夫、千田嘉三、望月工、犬井平)、選挙区（山口県）に佐々木信夫の計10人を擁立したが、全員落選した。比例区名簿の1位として、栃木を中心に政治活動を続ける演歌歌手で不動産コンサルタントの斎藤寿々夢が立候補した。
- この時点で党活動は停滞し、同年12月に依田党首が急逝。党運営は佐々木が引き継ぎ、1993年（平成5年）の衆院選で旧山口1区から党公認（法律上の扱いは諸派）で立候補、3995票で最下位落選した[3]。
- この時の落選で進歩自由連合は実態を失い、消滅した[4]。

## 註
1. ↑  しかし山口の佐々木は「護憲・軍縮・政治倫理の確立」を主張するなど、必ずしも党内で政策的な一致が見られているとは言い難かった
2. ↑  平成4年7月26日執行参議院比例代表選出議員選挙選挙公報
3. ↑  このときの旧山口1区の当選者に自民党新人の安倍晋三（2006年9月に自由民主党総裁・内閣総理大臣就任）、自民党前職で2期目の当選を果たした河村建夫（元文部科学大臣）らがいる
4. ↑  以後、斎藤は文化党代表や無所属として各種選挙に出馬。佐々木は憲法みどり農の連帯や自由連合に参加している